# Ali Yahia
Ali Yahia (ur. 15 sierpnia 1969) – egipski piłkarz grający na pozycji obrońcy. W swojej karierze rozegrał 2 mecze w reprezentacji Egiptu.

## Kariera klubowa
Całą swoją karierę piłkarską Yahia spędził w klubie El Qanah FC. Grał w nim w latach 1991-2000.

## Kariera reprezentacyjna
W reprezentacji Egiptu Yahia zadebiutował 21 sierpnia 1994 w przegranym 0:1 towarzyskim meczu z Mali. Wcześniej, w tym samym roku, powołano go do kadry na Puchar Narodów Afryki 1994. Na tym turnieju nie rozegrał żadnego meczu. W kadrze narodowej rozegrał 2 mecze, oba w 1994.